# Cophixalus iovaorum
Espèce
Cophixalus iovaorum est une espèce d'amphibiens de la famille des Microhylidae.

## Répartition
Cette espèce est endémique de la Province centrale en Papouasie-Nouvelle-Guinée. De découverte récente, elle n'est connue que sur les pentes ouest du mont Obree.

## Publication originale
- Kraus & Allison, 2009 : New species of Cophixalus (Anura: Microhylidae) from Papua New Guinea. Zootaxa, no 2128, p. 1-38.